# 基里爾·佩特連科
基里爾·加里耶维奇·佩特連科（羅馬化：Kirill Garrievič Petrenko1972年2月11日—），俄裔奥地利指揮家，現任柏林愛樂首席指挥。其為人低調，錄音量低且甚少接受訪問，故不為外界所熟知。佩特連科於2014年獲德國雜誌《歌劇世界》（Opernwelt）評選為「年度最佳指揮」。

## 早年生活
佩特連科生於鄂木斯克的一個音樂家庭，父母分別是小提琴家和音樂學者，并擁有猶太血統。他在當地音樂院主修鋼琴，十一歲就以獨奏家出道和市立樂團合作演出。佩特連科18歲時舉家搬至奧地利福拉爾貝格邦，父親獲邀擔任福拉爾貝格交響樂團小提琴手，佩特連科則在福拉爾貝格音樂院（Vorarlberger Landeskonservatorium）繼續修習鋼琴，以優異成績結業。及後進入維也納音樂暨表演藝術大學，跟隨烏羅什·拉約維茨學習。

## 職業生涯
1995年，佩特連科在費爾德基希指揮布瑞頓《讓我們來作歌劇》（Let's Make an Opera）出道，1997年任職於维也纳人民歌剧院首席指揮，1999年成為全德國最年輕的音樂總監，執掌圖林根邁寧根歌劇院，2001年在該院指揮瓦格纳《指環》全本演出。其後於2002年至2007年間任職柏林喜歌劇院，擔任音樂總監，期間獲邀至若干世界重要樂團擔任客席指揮，當中包括在2006年、2009年二度客席指揮柏林爱乐乐团。2010年，巴伐利亞國立歌劇院宣布將由佩特連科擔任音樂總監，任期始於2013年，原定于2018年结束，2015年10月又宣布延长至2020-2021乐季，尽管在合约的最后一年，他将作为客座指挥出现。
2012年，佩特連科再次客席於柏林愛樂。2013年，他受邀在拜罗伊特音乐节指揮華格納《指環》全集。2015年6月，柏林爱乐乐团宣布佩特連科獲選為柏林爱乐乐团的下一任首席指揮，是自阿巴多後第二位出任該職的維也納音藝大學校友，同時也是擔任該職的首名俄裔指揮家。根據柏林愛樂的官方消息，佩特連科於2019年8月19日到職。

## 社會參與
佩特連科的父親出生於烏克蘭利沃夫，故他曾就2014年克里米亞危機公開呼籲國際社會尋求一個尊重烏克蘭主權的方案。
2020年3月，因應COVID-19疫情，佩特連科與德國聯邦政府合作，設立了協助自雇音樂家紓困的特別基金。
2022年2月，彼得连科谴责俄罗斯入侵乌克兰，并称此举是“对整个和平世界的背刺”。

## 外部連結
- 基里爾·佩特連科的Discogs页面（英文）
- Michael Lewin Artists Management 上佩特連科的頁面 （页面存档备份，存于）
- 柏林爱乐数字音乐厅上彼得连科的页面 （页面存档备份，存于）（简体中文）